# Língua vurës
Vurës e Mwesen (Mosina) são dois dialetos falados na ilha Vanua Lava de Vanuatu. Os dois juntos formam a língua principal dessa ilha, com cerca de 2 mil falantes.

## Escrita
A língua Vurës usa uma forma do alfabeto latino sem as letras C, F, H, J, P, X, Y, Z; Usam-se as formas adicionais Ē, Ë, M̄, Ñ, Ō, Ö.

## Amostra de texto
E Qet, e ra testesen san̄wul nem̄e ni tawal. Nēr ga togtog Leseper. Qēt, e gonon e Qet mēlēn̄; o san e Rovilgal. Le qōn̄ ni tawal, nēr 
Português
Kpwet tinha onze irmãos. Todos viviam em Leseper junto com a esposa de Kpwet, Rovilgal. Um dia, enquanto estavam todos juntos, os irmãos de Kpwet disseram: "Vamos fazer canoas! - OK", disse Kpwet.